# TRANSFORM/marvelous road
「TRANSFORM／merverous road」（トランスフォーム／マーヴェラス・ロード）は、VALSHEの7枚目のシングル。2014年7月16日にBeingから発売された。

## 解説
- 「TRANSFORM」は転生をテーマにして制作を行った[1][2][3]。
- 「marverous road」はiOS/Androidアプリ「WRITERZ」テーマソング[4]。

## 収録曲

### CD
DISC1
1. TRANSFORM (4:47)
作詞:VALSHE/作曲:minato/編曲:中山真斗
2. marvelous road (4:12)
作詞・作曲:minato/編曲:G'n-
3. Chewing girl (3:49)
作詞・作曲:VALSHE/編曲:G'n-
4. TRANSFORM -Instrumental- (4:47)
5. marvelous road -Instrumental- (4:12)
6. Chewing girl -Instrumental- (3:49)

DISC2（初回限定盤B）
1. VALSHE RADIO ～スマホ落としてトイレに流れる編～
2. つぐない（原曲：テレサ・テン）[4]
作詞:荒木とよひさ/作曲:三木たかし/編曲:FAITH-T
3. VALSHE RADIO ～スマホ落としてトイレが壊れる編～

### DVD
初回限定盤A
1. “TRANSFORM” MUSIC VIDEO
2. ばる散歩 ～川越編～

### オリジナルムービー
Musing盤
1. オリジナルムービー「Musing Special Movie～川越出張編～」視聴ID付き（PCのみ視聴可）
2. トールケース デジパック仕様　VALSHE手書きメッセージ付き
3. 豪華8Pブックレット